# 안여진
안여진(본명 : 안여진, 1966년 12월 23일 ~ )은 대한민국의 배우이다.
《동이》, 《마의》 등에서 인상적인 연기로 감초 역할을 해내 주목을 받았다.

## 학력
- 한남대학교 영어영문학과 학사

## 출연작

### 영화
- 《불량한 가족》 (2020년) - 동현 모 역
- 《쇠파리》 (2017년) - 아줌마 역
- 《설계》 (2014년)
- 《스케치》 (2014년) - 집주인 역
- 《한번도 안해본 여자》 (2014년) - 고모 역
- 《박수건달》 (2013년) - 여자손님 역
- 《외톨이》 (2008년) - 주영 엄마 역
- 《상견례 하는 날》 (2008년)
- 《첼로: 홍미주 일가 살인사건》 (2005년) - 전문의 역
- 《철수♡영희》 (2005년) - 담임선생님 역
- 《라디오 드림스》 (2004년) - 여동생 역
- 《연애소설》 (2002년) - 졸업앨범 여교사 역

### 드라마
- 《옥중화》 (MBC, 2016년) - 유금 역
- 《마의》 (MBC, 2012년) - 곽상궁 역
- 《각시탈》 (KBS, 2012년) - 위안부 모집책 역
- 《더 뮤지컬》 (SBS, 2011년) - 선희 역
- 《동이》 (MBC, 2010년) - 조상궁 역
- 《솔약국집 아들들》 (KBS2, 2009년) - 여학생의 어머니 역
- 《이산》 (MBC, 2007년) - 곽미금 역
- 《내 이름은 김삼순》 (MBC, 2005년) - 레스토랑 손님 역
- 《서동요》 (SBS, 2005년) - 여관 보명 역

### 연극
- 《겨울동화》
- 《영원한제국》
- 《블랙코메디》